# Croatia Records
Croatia Records najstarija je i vodeća diskografska kuća u Hrvatskoj. Osnovana je 10. srpnja 1947. godine kao Jugoton, a nakon demokratskih promjena 1. listopada 1991. godine mijenja naziv u Croatia Records. Na domaćem tržištu, u svim segmentima glazbenog stvaralaštva – ozbiljne glazbe, jazza, instrumentalne, pop, rock, zabavne i etno-glazbe – Croatia Records proizvodi oko 70 % od ukupne proizvodnje nosača zvuka. Poslovni cilj Croatie Records jest okupljanje najvažnijih glazbenika, skladatelja, producenata i izvođača, kao i daljnji razvitak distribucijske mreže. Croatia Records posjeduje fonoteku u kojoj se nalazi oko 90.000 naslova na raznim izdanjima i nosačima zvuka. Cjelokupan fond smješten je u klimatiziranom spremištu koje je uređeno u skladu sa svjetskim standardima po uzoru na EMI. Nova poslovna filozofija Croatia Recordsa, na čijem je čelu direktor Želimir Babogredac, dovela je do povećanja broja reizdanja i kompilacija, ali i novih ugovora s izvođačima na hrvatskoj glazbenoj sceni. Dana 1. lipnja 2005. godine tvrtka Autor d.o.o., vlasnik Croatia Recordsa, inicira i pokreće hrvatski glazbeni kanal: CMC – Croatian Music Channel. U lipnju 2015. Croatia Records u Bogovićevoj ulici u Zagrebu otvara novu glazbenu prodavaonicu Nova ploča, koja je spojena s istoimenim kafićem. Croatia Records, također, posjeduje prodavaonice u Užarskoj ulici u Rijeci.

## Povijest
Početak proizvodnje gramofonskih ploča u Hrvatskoj datira iz 1924. godine, kada je u zagrebačkoj Branimirovoj ulici br. 12 (poslije 1945. tvornica "Nada Dimić") s radom započela prva radionica gramofonskih ploča pod nazivom "Edison Bell Penkala Ltd. Zagreb", koja je bila zajednički poduhvat tvrtke Edison Bell England i izumitelja Slavoljuba Penkale. Sastojala se od pogonskog postrojenja tiskare ploča s galvanskim kupkama i odjela za montažu gramofona iz uvoznih dijelova. Već 1933. godine tvornica obustavlja rad zbog slabe potražnje ploča u državi, a do 1938. ploče se proizvode samo u Ljubljani, u obrtu Dragutina i Zore Križanec koji su proizvodili oko 15.000 ploča godišnje.
Godine 1938. Dragutin i Zora Križanec u Zagrebu (Sveti duh br. 52) otvaraju "Elektroton", dioničko društvo za trgovinu i industriju, koji je godišnje proizvodio oko 60.000 ploča. Odlukom Gradskog narodnog odbora za grad Zagreb, a nakon provedenog postupka o konfiskaciji imovine, 22. lipnja 1945. osnovana je tvornica gramofonskih ploča "Elektroton" kojoj je dodijeljena cjeloukupna imovina bivšeg dioničkog društva, a dvije godine kasnije, 10. srpnja 1947. odlukom Radio-komiteta Vlade FNRJ likvidirana je tvornica "Elektroton" i osnovana nova tvornica gramofonskih ploča Jugoton.
Sjedište nove tvornice bilo je u Ilici br. 213, te u tom prostoru započinje usvajanje cjeloukupnog tehnološkog procesa, posebno snimanja i galvanske izrade matrica, što se do tada obavljalo u inozemstvu. Iako je 1947. u državi postojalo svega 13.000 gramofona, Jugoton je proizveo 33.000 komada gramofonskih ploča, a godinu dana kasnije već oko 116.000 ploča. Prva je ploča, pod kataloškim brojem J-1001, bila singlica s dvije dalmatinske skladbe – "Ti tvoji zubići" i "Jedan mali brodić" u izvedbi "Zagreb Male Quinteta". Narednih su godina izvršene brojne investicije kako bi se poboljšala kvaliteta ploča ali i zadovoljila rastuća potražnja tržišta. Budući da zgrada u Ilici uskoro nije mogla zadovoljiti povećanu potražnju, donesena je odluka da se izgradi nova tvornica. Kamen temeljac u Dubravi, blizu modernih studija Jadran filma postavljen je 1960. godine, a tvornica koja je vlastitim sredstvima dovršena 23. listopada 1963. godine, na ukupnoj površini od 35.000 metara četvornih, sadržavala je osam objekata i bila je opremljena najmodernijim uređajima koji su omogućavali proizvodnju oko 10 milijuna ploča godišnje.
U prvih deset godina poslovanja Jugotona objavljeno je 700 ploča vlastitog repertoara i 120 ploča stranih licencnih partnera Jugotona. To su uglavnom bile ploče s izvornom narodnom izvornom narodnom ili zabavnom glazbom, partizanskim pjesmama i koračnicama, te opernim arijama s maksimalnim trajanjem od 3 do 5 minuta na jednoj strani ploče. Snimke su se uglavnom uzimale iz arhiva radiostanica ili se za potrebe Jugotona snimaju u njihovim studijima. Od 1957. godine, kada je uvedena proizvodnja plastičnih ploča s mikro brazdama i long play ploča, pa do 1972. godine objavljeno je oko 400 long play ploča, 100 microcompact, 1500 extended play i 550 standard ploča. Prva solistička ploča zabavne glazbe nosila je naziv "Pjeva vam Ivo Robić" i objavljena je 1956. godine. 1957. godine počinje objavljivanje singlica i EP-a, a 1958. godine izdano je preko 500.000 ploča među kojima je bila i prva sa stereo zvukom pod nazivom "Tam kjer murke cveto" kvinteta Avsenik.
1960. godine Jugoton proizvodi preko 1.400.000 ploča, a početkom sedamdesetih između 6 i 8,5 milijuna ploča godišnje. Objavljeni su mnogi albumi popularnih sastava iz Hrvatske i inih sastava iz susjednih republika, a prvi domaći rock LP album bio je "Naši dani" Grupe 220, objavljen u studenom 1968. godine. U tom su razdoblju najprodavaniji izvođači bili Mišo Kovač i Novi fosili. 1971. godine usvojena je proizvodnja glazbenih kaseta te je već godinu dana kasnije proizvedeno oko 100.000 kaseta. Uz već postojeće prodavaonice u Zagrebu, Ljubljani, Rijeci i Beogradu, otvaraju se moderni saloni glazbe u Splitu, Sarajevu (1971.), Novom Sadu (1970.), Valjevu (1970.), Čačku (1971.), Prištini, Skopju i Pančevu (1972.).

## Glazbeni žanrovi
Pop, rock, zabavna, instrumentalna, klasična glazba, jazz, etno glazba i narodna glazba.

## Izvođači

### Izvođači s aktualnim ugovorima:
Mišo Kovač, Josipa Lisac, Thompson, Crvena jabuka, Opća opasnost, Parni valjak, Goran Bare, Novi fosili, Teška industrija, Jelena Rozga, Mladen Grdović, Željko Bebek,  Dino Merlin,  Tonči Huljić, Matija Dedić, Rade Šerbedžija, Lana Jurčević, Jacques Houdek, Dječaci, Divlje jagode, Srebrna krila, Flyer, Adastra, Buđenje, Ante Cash, Leteći odred, Maja Šuput,  Mejaši, Bang Bang, Gatuzo, Markiz, Mate Bulić, Bosutski bećari, Miroslav Tadić, Vlatko Stefanovski, Sergej Ćetković, Colonia.

### Izvođači koji su nekad objavljivali za Croatia Records:
Arsen Dedić, Dražen Zečić, Bijelo dugme, Dino Dvornik, Kemal Monteno, Prljavo kazalište, Psihomodo pop, Davorin i Bogovići, Meri Cetinić, Oliver Dragojević, Zlatan Stipišić Gibonni, Nina Badrić, Massimo, Manntra, Igor Delač, ZETZ.

## Studio Croatia Recordsa
U zgradi sjedišta Croatia Recordsa na adresi Makarska 3, Zagreb nalazi se jedan od najmodernijih audio-vizualnih studija u Hrvatskoj koji je svečano otvoren 19. svibnja 2016. godine. U studiju radi kvalitetan tim profesionalaca koje predvodi Goran Martinac. Studio je opremljen suvremenom opremom kao što je mikseta Yamaha DM2000, monitoring sustavi Mackie HR824 with HRS120 SW, Genelec 1038, Auratone 5C i Mackie HR624 & HR626 (for 5.1 mastering) i druga kvalitetna oprema.

## Objavljene velike edicije

### The Ultimate Collection (2007. – 2016.)
The Ultimate Collection – Greatest Hits, Indexi, Opća opasnost, Goran Bare & Majke, Matt Collins, Kameleoni, Korni grupa, Buldožer, Dino Dvornik, Plava trava zaborava, Zabranjeno pušenje, Divlje jagode, Crveni koralji, Haustor, Crvena jabuka, Daleka obala, Jurica Pađen i Aerodrom, Drago Mlinarec & Grupa 220, Dado Topić & Time, Bijelo dugme, Plavi orkestar, Psihomodo pop, Best of The Ultimate Collection, Parni valjak, YU grupa, Idoli, Električni orgazam, Indexi, Lačni Franz & Zoran Predin, Dino Merlin, Laufer i Damir Urban, Majke i Goran Bare, Leb i sol, Vajta & Teška industrija, Neno Belan & Đavoli, Azra.

### The Platinum Collection (2006. – 2009.)
Novi fosili, Severina, Dražen Zečić, Tomislav Ivčić, Mišo Kovač, Magazin, Oliver Dragojević, Gibonni, Ivo Robić, Arsen Dedić, Doris Dragović, Josipa Lisac, Srebrna krila, Tereza Kesovija, Vice Vukov, Zlatko Pejaković, Daniel Popović, Krunoslav Slabinac, Petar Grašo, Zdravko Čolić, Ivica Šerfezi, Boris Novković, Ljupka Dimitrovska, Vanna, Best of Platinum Collection.

### Gold collection (2006. – 2016.)
Dušan Šarac, Boris Bizetić, Josip Ivanković, Damir Mihovec, Ivo Lesić, Siniša Leopold, Luko Paljetak, Pero Gotovac, Rajmond Ruić, Ranko Boban, Stjepan Mihaljinec, Alfi Kabiljo, Đorđe Novković, Đelo Jusić, Nikica Kalogjera, Zrinko Tutić, Zdenko Runjić, Tonči Huljić, Rajko Dujmić, Nenad Ninčević, Stipica Kalogjera, Mato Došen, Julije Njikoš, Tomislav Mrduljaš, Hrvoje Hegedušić, Alfons Vučer, Tomislav Zuppa, Drago Britvić.

### Zlatna kolekcija (2007. – 2016.)
Mladen Grdović, Mali raspjevani Dubrovnik, Lidija Percan, Zlatni dukati, Najbolji hrvatski tamburaši, Jasmin Stavros, Siniša Vuco, Ivan Mikulić, Božić dolazi, Jole, Vinko Coce, Klapa Bonaca, Pro arte, Dražen Žanko, Đani Maršan, Alen Slavica, Dubrovački trubaduri, Ksenija Erker, Džo Maračić Maki, Zvonko Bogdan, Duško Jaramaz, Zdenka Kovačiček, Matko Jelavić, Zdravko Škender, Luka Balvan, Đurđica Barlović, Ivo Fabijan, Tina i Nikša, Slavonske Lole, Stijene, Mirko Cetinski, Grupa 777, Hari Rončević, Ana Štefok, Najljepše domoljubne, Ivo Pattiera, Neki to vole vruće, Nenad Vetma, Alen Vitasović, Marko Novosel, Stjepan Jimmy Stanić, Drago Diklić, Zvonko Špišić, Darko Domijan, Baruni, Stjepan Jeršek Štef, Hanka Paldum, Elvira Voća, The Best of Zlatna kolekcija 1,2, Vjekoslav Jutt, Hrašćanski čestitari, Višnja Korbar, Rokeri s Moravu, Dušan Jakšić, Lola Novaković, Ljiljana Petrović, Marjana Deržaj, Mate Bulić, Olivera Marković, Miki Jevremović, Beti Jurković, Klapa Sinj, Garavi sokak, Maruška Kalogjera, Anica Zubović, Kvartet 4M.

### The Love Collection (2010. – 2015.)
Hari Mata Hari, Vanna, Plavi orkestar, Dražen Zečić, Zdravko Čolić, Boris Novković, Novi fosili, Crvena jabuka, Bijelo dugme, Neno Belan, Oliver Dragojević, Mišo Kovač, Jacques Houdek, Hari Rončević, Danijela Martinović, Magazin, Gibonni, Mladen Grdović, Krunoslav Slabinac, Kemal Monteno, Giuliano, Arsen Dedić, Severina, Parni valjak, Doris Dragović, Goran Karan, Dueti 1, 2, Tajči, Vesna Pisarović, Meri Cetinić, Miroslav Škoro, Željko Bebek, Vinko Coce, Rade Šerbedžija, Pop balade 1,2, Rock balade 1,2, Zvonko Bogdan, Alka Vuica, Alen Slavica, Ivo Robić, Siniša Vuco, Tereza Kesovija, Jasna Zlokić, Đurđica Barlović, Gabi Novak, Zlatko Pejaković, Massimo Savić, Vlado Kalember, Đani Maršan, Neda Ukraden, Šima Jovanovac, Miro Ungar, Radojka Šverko, Zdenka Vučković.

### 50/100 originalnih pjesama (2012. – 2016.)
Mišo Kovač, Oliver Dragojević, Severina, Zdravko Čolić, Magazin, Mladen Grdović, Vinko Coce, Crvena jabuka, Dražen Zečić, Hari Mata Hari, Kemal Monteno, Arsen Dedić, Vinkovačke jeseni, Tereza Kesovija, Krunoslav Slabinac, Đelo Jusić, Klape, Tambure, [Popularna duhovna glazba]

### Original Album Collection (2013. – 2016.)
Bijelo dugme, Crvena jabuka, Daleka obala, Dino Dvornik, Idoli, Psihomodo pop, Haustor, Parni valjak, Gibonni, Oliver Dragojević, Boško Petrović

### Box set Deluxe (2014.)
Bijelo dugme

## Dobitnici nagrade Porin iz Croatia Records

### 2017. godine
- Antonela Doko: (novi izvođač godine)
- Josipa Lisac: "Moja magija" (najbolja ženska vokalna izvedba)
- Matija Dedić: "Matija svira Arsena – Live in ZKM" (najbolji koncertni album)
- Vedran Ružić: "Spiritual Market" (najbolji album jazz glazbe)
- Joe Kaplowitz: "Donna Lee is Pissed off" (najbolja skladba jazz glazbe)
- Matija Dedić i Šimun Matišić: "Fortune Smiles" (najbolja izvedba jazz glazbe)
- "50. Festival dalmatinskih klapa Omiš" (najbolji album klapske glazbe)
- Singrlice: "Ajde cure u..." (najbolji album etno glazbe)
- Siniša Leopold: "Gold Collection" (najbolji album tamburaške glazbe)
- Zagrebačka filharmonija: "Sunčana polja" (najbolji album klasične glazbe)
- Zagrebačka filharmonija: "Sunčana polja" (najbolji izvedba klasične glazbe)
- Boško Petrović: "Original Album Collection" (najbolji tematsko-povijesni album)
- "Karlovačko RockOff 2016" (najbolji album s raznim izvođačima)
- Matija Dedić: "Ni ti ni ja" (najbolja instrumentalna izvedba)
- Boris Sekulić: "Život nije siv" (najbolji video broj)[12]

### 2016. godine
- Matija Dedić: "Matija svira Arsena" (najbolji album)
- Josipa Lisac: "Tu" (najbolja ženska vokalna izvedba)
- Ibrica Jusić: "Harlekino" (najbolji album zabavne glazbe)
- Matija Dedić i Darko Jurković Charlie: "Jazzy Bach" (najbolji album jazz glazbe)
- Matija Dedić: "Ni ti ni ja" (najbolja izvedba jazz glazbe)
- "49. Festival dalmatinskih klapa Omiš" (najbolji album klapske glazbe)
- Matija Dedić: "Kuća pored mora" (najbolji aranžman)
- Matija Dedić: "Matija svira Arsena" (najbolji instrumentalni album)
- Matija Dedić i Miroslav Tadić: "Ne plači" (najbolja instrumentalna izvedba izvan klasične i jazz glazbe)
- Arsen Dedić: "50 originalnih pjesama" (najbolji tematsko-povijesni album)
- Zagrebačka filharmonija, Akademski zbor Ivan Goran Kovačić i Vladimir Kranjčević, dirigent "In Memoriam Milan Horvat: W.A. Mozart - Requiem u D-molu, K. 626" (najbolji album klasične glazbe)[13]

### 2015. godine
- Bang Bang: (novi izvođač godine)
- Rade Šerbedžija: "Vrijeme je, draga, vrijeme je?" (najbolji album zabavne glazbe)
- Jurica Pađen: "All Stars" (najbolji instrumentalni album izvan klasične glazbe)
- Livio Morosin: "Autobus" (najbolja izvedba instrumentalne glazbe izvan klasične glazbe)
- Pavao Mašić: "Hommage a Bach" (najbolja skladba klasične glazbe)
- Pavao Mašić: "Hommage a Bach" (najbolja izvedba klasične glazbe)
- Pavao Mašić: "Anđelko Klobučar – Skladbe za orgulje" (najbolja snimka albuma klasične glazbe)
- Pavao Mašić: "Anđelko Klobučar – Skladbe za orgulje" (najbolja produkcija albuma klasične glazbe)
- "RockOff – Festival novog zvuka" (najbolji album s raznim izvođačima)
- "50 originalnih pjesama Kemala Montena" (najbolji tematsko-povijesni album)[14]

### 2014. godine
- Marko Perković Thompson: "Samo je ljubav tajna dvaju svjetova" (hit godine)
- Radojka Šverko: "Dodirni mi srce" (najbolja ženska vokalna izvedba)
- Quasarr i Josipa Lisac: "Ljubav" (najbolja vokalna suradnja)
- Majke: "Majke u Tvornici" (najbolji koncertni album i najbolji video program)
- Razni izvođači: "Blues for you – Tribute to Buha" (najbolji album blues glazbe i najbolji album s raznim izvođačima)
- VIS Jukić: "Pjesma nad pjesmama" (najbolji album duhovne glazbe)
- Razni izvođači: "Zagrebfest 60 godina" (najbolji tematsko-povijesni album izvan klasične glazbe)
- Massimo Savić: "Najljepše ljubavne pjesme" (najbolji kompilacijski album)
- Bijelo dugme: "Original album collection" (najbolje reizdanje)
- Damir Halilić Hal: "Mare Nostrum" (najbolja originalna skladba za kazalište, film i/ili TV)
- Gordan Tudor: "Nekoliko minijatura za kvartet saksofona" (najbolja skladba klasične glazbe)
- Božidar Pandurić i Alan Šnajder: "100% Bach" (najbolja snimka albuma klasične glazbe)

### 2013. godine
- Opća opasnost: "Tvoje ime čuvam" (hit godine)
- Radojka Šverko i Revijski orkestar HRT-a: "You're so beautful" (najbolja ženska vokalna izvedba)
- Radojka Šverko i Revijski orkestar HRT-a: "Still standing" (najbolji koncertni album)
- Matija Dedić i Jazz orkestar HRT-a: "Family" (najbolji album jazz glazbe i najbolja izvedba jazz glazbe)
- Miroslav Evačić: "N.E.W.S. Blues" (najbolji album etno glazbe)
- Elvis Stanić Group & Oliver Dragojević: "Brod u boci" (najbolji aranžman i najbolja snimka)
- Viktor Vidović i Ana Vidović: "Kuća na splavi" (najbolja izvedba klasične glazbe)
- Viktor Vidović: "Iza ritma, iza nota" (najbolja produkcija albuma klasične glazbe)
- Time: "Time" (najbolje reizdanje)
- Mišo Kovač: "100 originalnih hitova" (najbolji tematsko-povijesni album)

### 2012. godine
- Goran Bare & Majke: "Teške boje" (hit godine)
- Goran Bare & Majke: "Teške boje" (pjesma godine)
- Klapa Cambi: "Zar više nema nas?" (najbolji album zabavne glazbe)
- Goran Bare & Majke: "Teške boje" (najbolji album rock glazbe)
- Goran Bare & Majke: "Teške boje" (najbolja izvedbe grupe s vokalom)
- Psihomodo pop: "'Ste dobro?" (najbolji koncertni album)
- Ivan Vragolovich: "I am a man" (najbolji album blues glazbe)
- Goran Bare & Majke: "Teške boje" (najbolji aranžman)
- Arsen Dedić: "Arsenal" (najbolje reizdanje)
- Drago Mlinarec: "Kolekcija" (najbolji tematsko-povijesni album)
- Psihomodo pop: "'Ste dobro?" (najbolji video program)
- Goran Bare & Majke: "Teške boje" (najbolji video broj)
- Pavao Mašić: "Bach-Handel-Scarlatti: 1685" (najbolji album klasične glazbe)[15]
- Pavao Mašić: "Chaconne u G-duru, HWV 435" (najbolja izvedba klasične glazbe)[15]
- Božidar Pandurić: "Portret kraljice" (najbolja snimka albuma klasične glazbe)[15]

### 2011. godine
- Rade Šerbedžija & Miroslav Tadić: "Ponekad dolazim, ponekad odlazim" (najbolji album zabavne glazbe)
- Tomislav Goluban: "200$ Sun Memphis Album" (najbolji album blues glazbe)
- Najbolji hrvatski tamburaši: "Slavonijo, biseru Hrvatske" (najbolji album tamburaške glazbe)
- Najbolji hrvatski tamburaši: "Što te sokol nije volio" (najbolja folklorna pjesma)
- Ben Hur: "Isuse dođi" (najbolji album duhovne glazbe)
- Indexi i prijatelji: "Da sam ja netko / Live" (najbolji album s raznim izvođačima)
- Arsen Dedić: "Najljepše ljubavne pjesme" (najbolji kompilacijski album)
- Boško Petrović i Razni izvođači: "B.P. Collection" (najbolji tematsko-povijesni album)
- Razni izvođači: "Kontra regule – Tribute to Dino Dvornik" (najbolji video program)
- Boško Petrović – Neven Frangeš Duo: "From Moscow to L.A." (najbolji album jazz glazbe)
- Boško Petrović – Neven Frangeš Duo: "From Moscow to L.A." (najbolji izvedba jazz glazbe)
- Valter Dešpalj: "Veliki hrvatski interpreti Valter Dešpalj" (najbolji arhivski / tematsko-povijesni album klasične glazbe)
- Tajči:  "The love collection"

### 2010. godine
- Josipa Lisac: "Živim po svome" (Najbolji pop album)
- Josipa Lisac: "Živim po svome" (Najbolja ženska vokalna izvedba)
- Cinkuši: "Špiritus Sanctus" (Najbolji album etno glazbe)
- Jacques Houdek: "Najveći božićni hitovi" (Najbolji album božićne glazbe)
- Josipa Lisac: "Živim po svome" (Najbolja snimka)
- Tamara Coha / Diana Grubišić Čiković: "Slow Motion" (Najbolja skladba klasične glazbe)
- Edmund Andler-Borić: "Edmund Andler-Borić – orgulje" (Najbolja snimka albuma klasične glazbe)
- Ljerka Očić, Robert Kowalski, Marko Graziani, Jelena Očić Flaksman: "Divertimento organistico" (Najbolja produkcija klasične glazbe)
- Razni izvođači: "Runjić na Peristilu '08." (Najbolji album raznih izvođača)
- Dino Dvornik: "The Ultimate Collection" (Najbolji kompilacijski album)
- Josipa Lisac: "Dnevnik jedne ljubavi" (Najbolje reizdanje)
- Arsen Dedić: "Dobrotvorov dom – Antologija" (Najbolji tematsko-povijesni album)

### Ranije godine
Arsen Dedić, Josipa Lisac, Dino Dvornik, Bruno Kovačić, Elvis Stanić, Željka Marinović, Jacques Houdek, Neno Belan, Glumci u Zagvozdu, Tina Vukov, Zagrebački kvartet, Klinci s Ribnjaka, Parni valjak, Klapa Puntari, Zagrebački gitarski trio, Black Coffee, Matija Dedić, Klapa Nostalgija, Višnja Mažuran, Oliver Dragojević, Boško Petrović, Tedi Spalato, Nina Badrić, Legen, Zagrebački kvartet saksofona, Livio Morosin, Ljerka Očić i dr.

## Priznanja
- Povelja Republike Hrvatske (2023.)[17]

## Vanjske poveznice
- Službena stranica
- Croatia Records na Facebooku
- Croatia Records na YouTubeu
- Croatia Records na Twitteru